# ジョン・ウェズリー・ハーディン

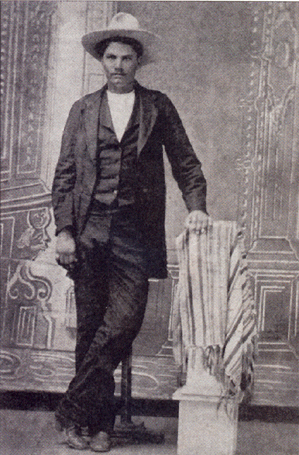
ジョン・ハーディン

ジョン・ウェズリー・ハーディン（英語: John Wesley Hardin, 1853年 - 1895年8月19日）はアメリカ西部開拓時代のガンマン、無法者。父はメソジスト派の宣教師。
15歳で殺人を犯して以来、生涯に40人以上を殺したといわれる。出奔してカウボーイをしながら諸州を放浪し殺人を繰り返した。1877年、テキサス・レンジャーのジョン・バークレイ・アームストロングに捕まり、25年の実刑判決を言い渡された。
1894年3月16日に出所してエルパソに移り住んだ。翌年8月19日、口論の末にエルパソのサルーンでジョン・セルマンに殺された。

## ジョン・ウェズリー・ハーディンに関連した作品
- 決斗!一対三 - The Lawless Breed (1953)  ラオール・ウォルシュ監督 ハーディンを主人公とした西部劇。